# Société archéologique de Namur
La Société archéologique de Namur (SAN) est fondée en 1845. Elle est la quatrième société savante créée en Belgique après Mons (1835), Bruges (1839) et Tournai (1845),,. Elle voue son activité à la sauvegarde du patrimoine namurois, à son étude et à sa diffusion. 
Les missions de la SAN, revues et adaptées dans ses nouveaux statuts publiés le 29 mars 2016, consistent à « rechercher, préserver et acquérir des objets patrimoniaux ; publier des documents et des études scientifiques et de vulgarisation ; constituer et gérer une bibliothèque ; promouvoir et diffuser la recherche scientifique par des expositions et des publications ». Un Conseil d’administration veille au respect de ses statuts et à l’accomplissement de son objet social. La SAN est promue Société royale en 1994.
La SAN est active dans la gestion de musées namurois (Musée archéologique, TreM.a et Musée des Arts décoratifs-Hôtel de Groesbeeck-de Croix), dans la conception d'expositions temporaires et dans l'édition d'ouvrages scientifiques et de vulgarisation. La SAN a également mis en place un service de médiation afin de développer ses actions envers les publics. Elle programme régulièrement des conférences et colloques ainsi que des excursions et voyages culturels.

## Historique

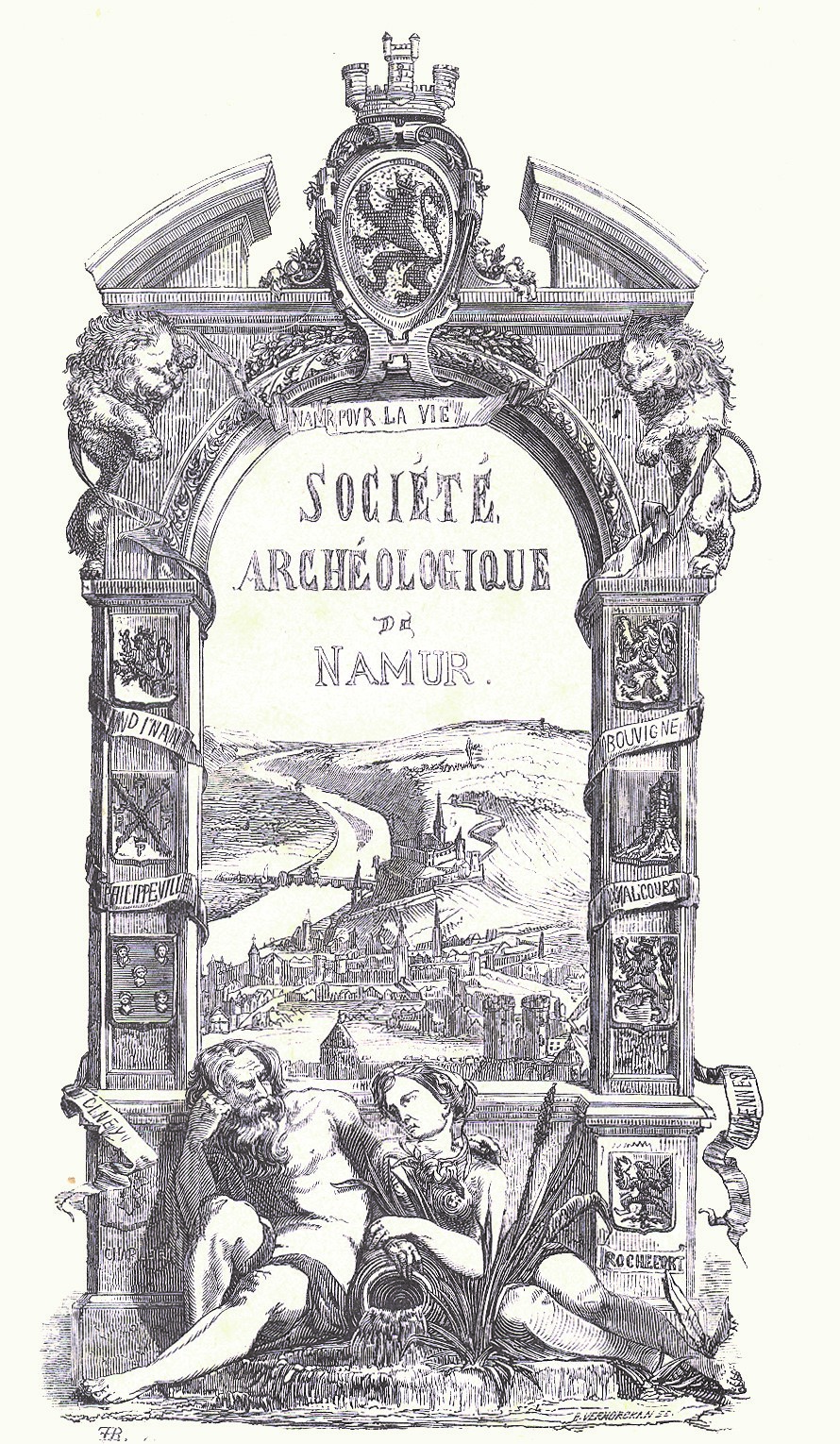
Frontispice des premières Annales de la Société archéologique de Namur

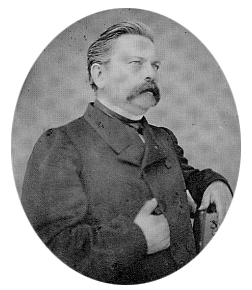
Jules Borgnet (1817-1872), fondateur de la Société archéologique de Namur

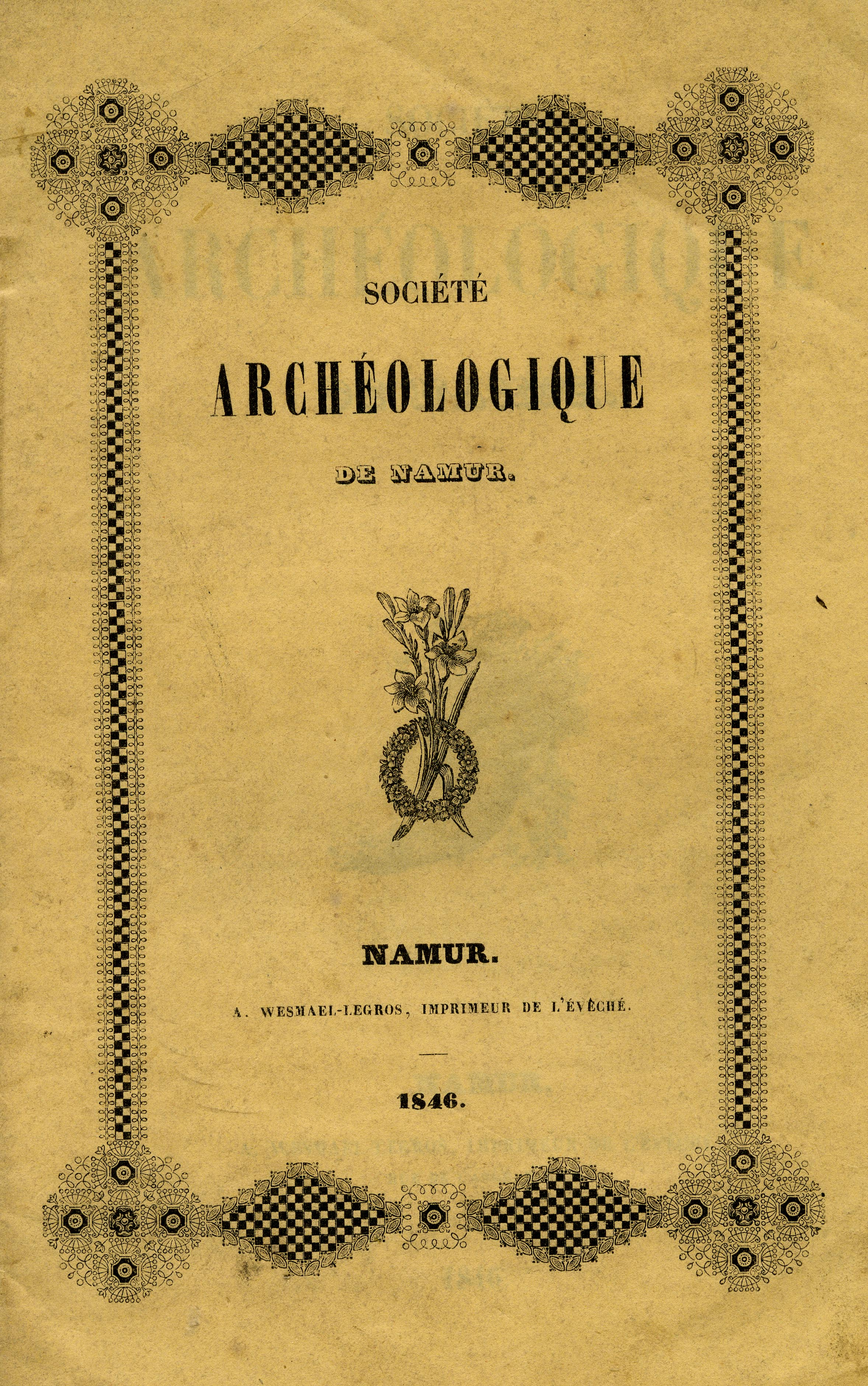
Statuts adoptés le 28 décembre 1845 et publiés en 1846

Le 28 décembre 1845, Jules Borgnet (Namur, 16 novembre 1817-Namur, 22 octobre 1872), jeune licencié en droit et archiviste, décide de fonder une société archéologique à Namur, dans une ville qu’il considérait « dans toute la sincérité de son (mon) âme » comme «  la ville la moins archéologique du monde (…) ». En s’associant avec quelques personnalités du monde culturel namurois (le baron Francis de Gerlache, Alphonse Balat, le curé Vanderesse, Ferdinand Marinus, le baron De Pitteurs de Budingen, le comte de Romrée, Théodore Dandoy, Henri Lambotte, le juge d’instruction Dupré, Eugène Del Marmol et Félix Eloin), il veut rappeler à ses concitoyens « les traditions d’un passé glorieux trop longtemps oublié » et leur montrer « ce qu’on peut attendre du génie national  ». La Société archéologique de Namur voit le jour sous ces « bons auspices » en prenant pour exemple les cercles déjà établis dans quelques villes belges et dont les objectifs visent « la recherche et la publication des documents de notre histoire et (…) la conservation des monuments qui s’y rattachent ».
Dès sa création, la Société archéologique de Namur obtient le soutien des pouvoirs publics (Gouvernement, Province et Ville de Namur). Ils lui cèdent notamment, à plusieurs moments de son histoire, la jouissance de plusieurs lieux destinés à préserver et exposer sa collection d'antiquités et à effectuer un travail de recherche scientifique. 
Les collections s'enrichissent grâce à des dons, achats, legs et dépôts émanant de familles namuroises. Un appel d'une transparence avait été lancé en 1849 en ces termes : « Nous faisons donc appel à tous nos concitoyens, aussi bien à nos associés qu'aux personnes étrangères. (...) Nous les prions (...) dans l'intérêt de la science, de se dessaisir en faveur de la Société, soit à titre de don ou d'échange, soit à prix d'argent, d'une partie des objets dont ils seraient devenus possesseurs. (...) Aidés ainsi par nos concitoyens, nous atteindrons bientôt le but désintéressée et tout patriotique qui a présidé à l'établissement de la Société archéologique ». 
Les premières fouilles seront menées par Eugène del Marmol en 1851. À l'instar des sociétés savantes du XIXe siècle, la SAN en espérait alors récolter une « moisson d'antiquités » pour développer ses collections. En parallèle avec le développement des méthodes historiques et archéologiques qui se perfectionnent grâce à l'enseignement prodigué dans les universités, la SAN va porter une attention croissante à l'aspect scientifique et au contexte de trouvaille. Mais l'activité archéologique intensive et systématique de la SAN prend fin avec la création, en 1903, du Service des fouilles de l’État. La SAN ne travaillera plus alors que sur des chantiers occasionnels. Sa dernière campagne est menée au château des comtes de Namur entre 1996 et 2005.
La Société archéologique de Namur crée une Fondation d'Utilité publique en 2016 afin de mettre son patrimoine à l'abri.

### Liste des présidents[14]

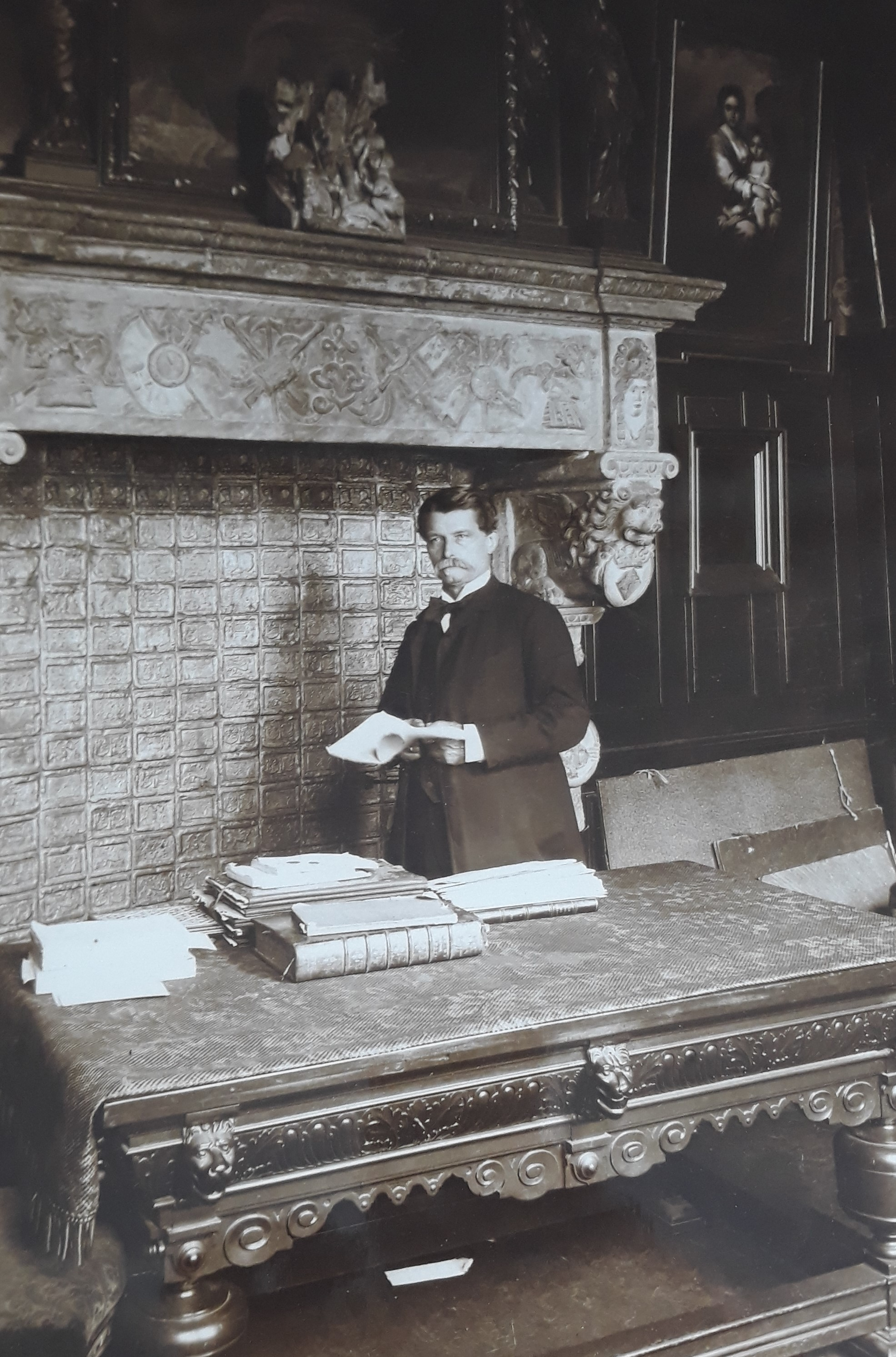
Alfred Bequet (1826-1912), 3e Président de la Société archéologique de Namur

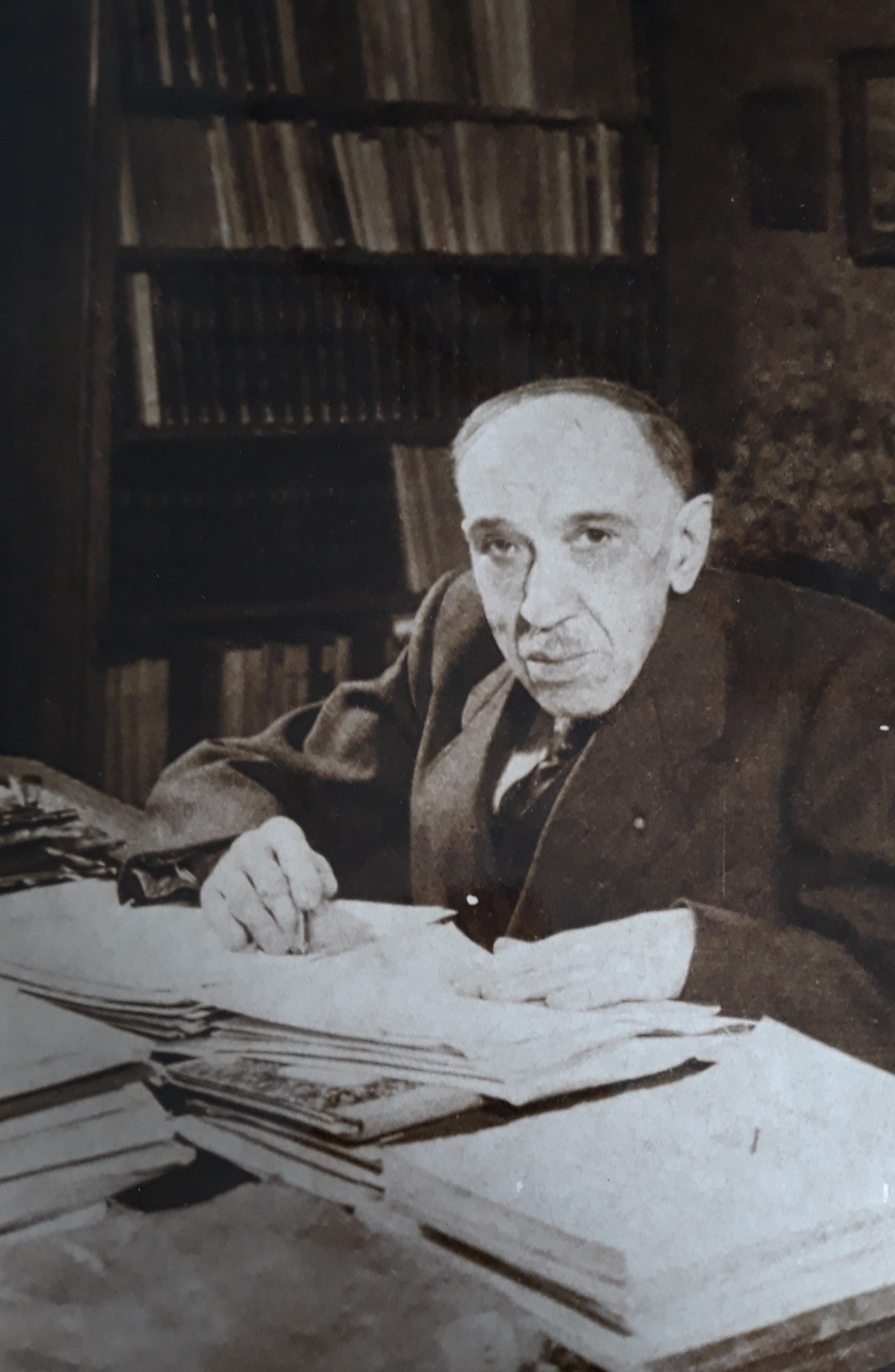
Ferdinand Courtoy (1880-1970), 6e Président de la Société archéologique de Namur

- Francis de Gerlache (Differdange, 16 mai 1810-Bleid, 29 décembre 1894) : Commissaire d'arrondissement de Namur. Président du 4 janvier 1846 au 10 novembre 1847.
- Eugène del Marmol (Saint-Marc, 7 février 1812-Falaën, 3 août 1898) : Secrétaire de la Commission provinciale de statistique et archéologue. Président du 4 février 1848 au 18 mai 1897.
- Alfred Bequet (Namur, 27 mai 1826-Namur, 8 septembre 1912) : Archéologue. Président du 6 juillet 1897 au 11 décembre 1907.
- Edouard de Pierpont (Namur, 30 janvier 1871-Rivière, 28 août 1946) : Bourgmestre de Rivière, conseiller provincial, député permanent et archéologue. Président du 11 décembre 1907 au 28 août 1946.
- Joseph Balon-Perin (Namur, 27 mai 1894-Namur, 11 juin 1977) : Juge de paix et historien du droit. Président du 9 octobre 1946 au 12 mars 1954.
- Ferdinand Courtoy (Namur, 16 décembre 1880-Namur, 20 août 1970) : Conservateur honoraire des Archives de l’État à Namur. Président du 31 mars 1954 au 7 avril 1961.
- Adolphe Dupont (Namur, 24 mai 1898-Namur, 5 juin 1982) : Professeur à la Faculté de médecine de l'Université catholique de Louvain. Président du 7 avril 1961 au 5 juin 1982.
- Eugène Nemery de Bellevaux (Namur, 18 mai 1917-Revogne, 12 janvier 2009) : Pharmacien, historien de la Famenne, spécialiste du mobilier namurois. Président du 3 septembre 1982 au 2 septembre 1994.
- Cécile Douxchamps-Lefèvre (Etterbeek, 19 mars 1924-Ixelles, 17 août 2018) : Chef de département honoraire aux Archives de l'Etat à Namur. Présidente du 7 octobre 1994 au 18 juin 2004.
- Emma (Maïté) Pacco-Picard (Liège, 11 novembre 1931-...) : Conservatrice de la section Art ancien des Musées royaux des Beaux-Arts de Belgique. Présidente du 18 juin 2004 au 13 mai 2009
- Emmanuel Bodart (Namur, 15 décembre 1969-...) : Chef de service aux Archives de l'État à Namur. Président du 13 mai 2009 au 22 mai 2014.
- Cédric Visart de Bocarmé (Schaerbeek, 10 février 1953-...) : Directeur du service d’appui du Ministère Public. Président depuis le 22 mai 2014.

## Collection et musées

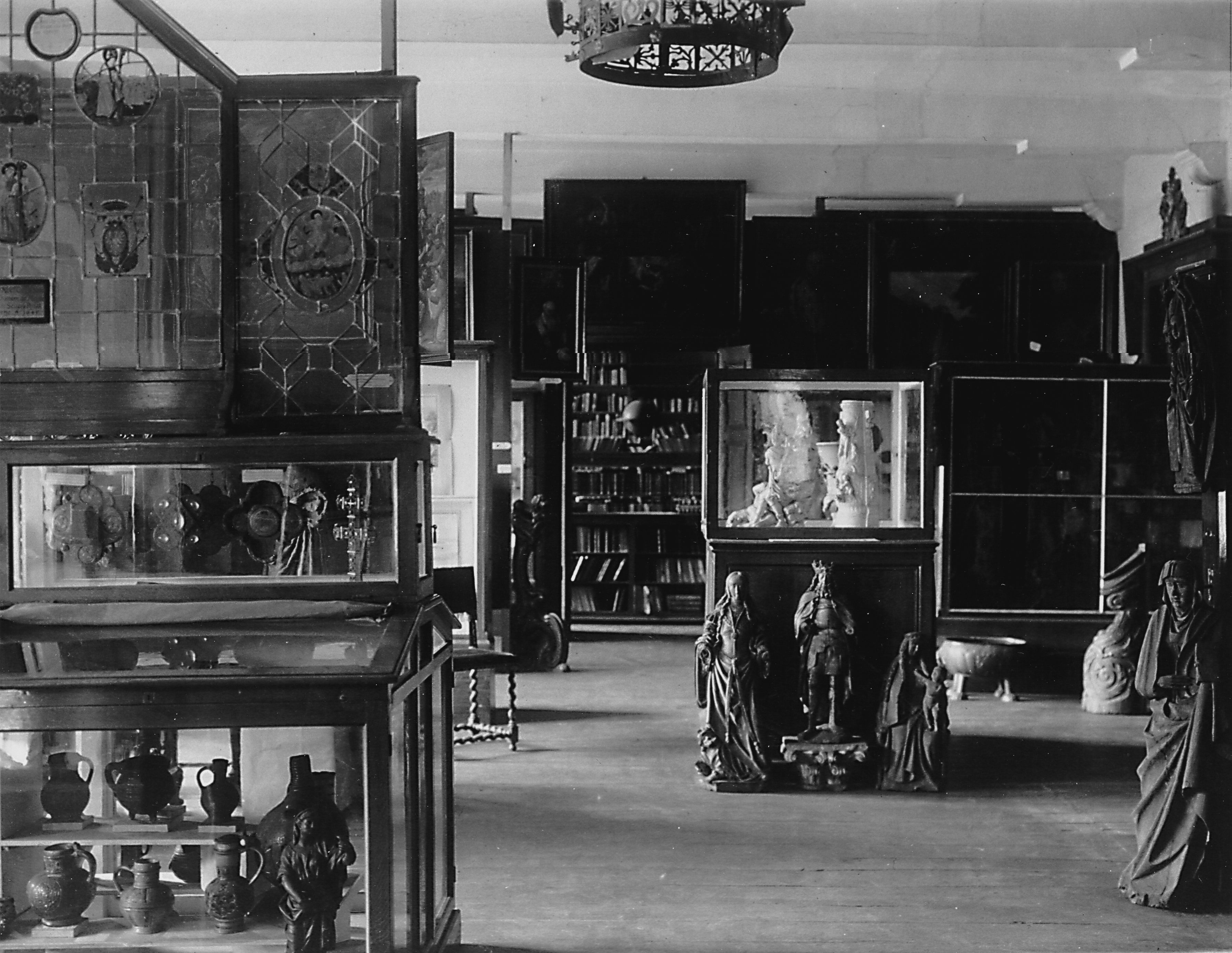
Scénographie ancienne du Musée archéologique de Namur

En 1849, un premier « Musée provincial » est créé par la Société archéologique de Namur qui l'installe dans une salle du rez-de-chaussée du Palais de justice. Face à l'importance des collections, le local devient trop exigu. Le collège communal vote, en 1953, la mise à disposition de la SAN de la Halle al'Chair, ancien siège de la corporation des bouchers édifié au XVIe siècle, en échange de la gestion de sa bibliothèque. En 1855, la SAN inaugure le tout premier musée de Namur, le Musée archéologique. 
Dans les années 1930, Ferdinand Courtoy, archiviste de l’État et conservateur des collections de la SAN, alerte les autorités de la nécessité de disposer de nouveaux espaces pour l’exposition et la valorisation des collections. L’Hôtel de Groesbeeck - de Croix, acheté par la Ville à la marquise de Keroüartz – grâce à l’intervention de Ferdinand Visart de Bocarmé, Président des amis de l'hôtel de Croix –, est confié en 1934 à la SAN, aux Amis du musée des Beaux-Arts et au jeune cercle Sambre-et-Meuse. Ils ont pour tâche de procéder à la restauration de l'hôtel de maître. Le musée de Groesbeeck-de Croix (aujourd’hui Musée des arts décoratifs) ouvre officiellement ses portes en octobre 1936. Il présente alors une collection d'objets relevant des Arts décoratifs des 17e et 18e siècles au rez-de-chaussée et une galerie de peintures modernes provenant du Gouvernement provincial et de l’Hôtel de Ville au premier étage. 
Presque 30 ans plus tard, c'est au tour d’André Dasnoy, nouveau conservateur des collections, accompagné par Ferdinand Courtoy, de sélectionner, documenter et restaurer les collections du Moyen Âge et de la Renaissance destinées à être présentées dans l’hôtel de Gaiffier d’Hestroy. Cet hôtel de maître est légué en 1950 par Paule d’Haese-de Gaiffier-d’Hestroy à la Province de Namur dans le but d’y installer un musée d’art. Le Musée des Arts anciens du Namurois ouvre en avril 1964. Il abrite des objets d'art du Moyen Âge et de la Renaissance, dont le Trésor d’Oignies, propriété de la Fondation Roi Baudouin et confié en dépôt à la SAN, et conserve la Bibliothèque de la Société.
Outre les collections archéologiques et artistiques exposées au public, la Société archéologique de Namur est également détentrice d'un Cabinet numismatique, second plus important en Belgique, et d'un Cabinet des dessins et des estampes. Ces deux ensembles sont réservés aux chercheurs et conservés au siège social de la société. Ce dernier, baptisé Jardin du cloître, est installé dans l’ancienne cure de l’église Saint-Joseph. Entre 2010 et 2014, la Société archéologique de Namur restaure cet ensemble immobilier laissé à l'abandon depuis le décès, en novembre 2007, de son dernier occupant, l'abbé Robert Barbier.

## Recherche et transmission
À l'instar des autres sociétés savantes de l'époque, la Société archéologique de Namur voit le jour dans le contexte de l'indépendance de la Belgique marqué par une prise de conscience d'une identité nationale. Les travaux scientifiques et littéraires connaissent alors un essor remarquable.

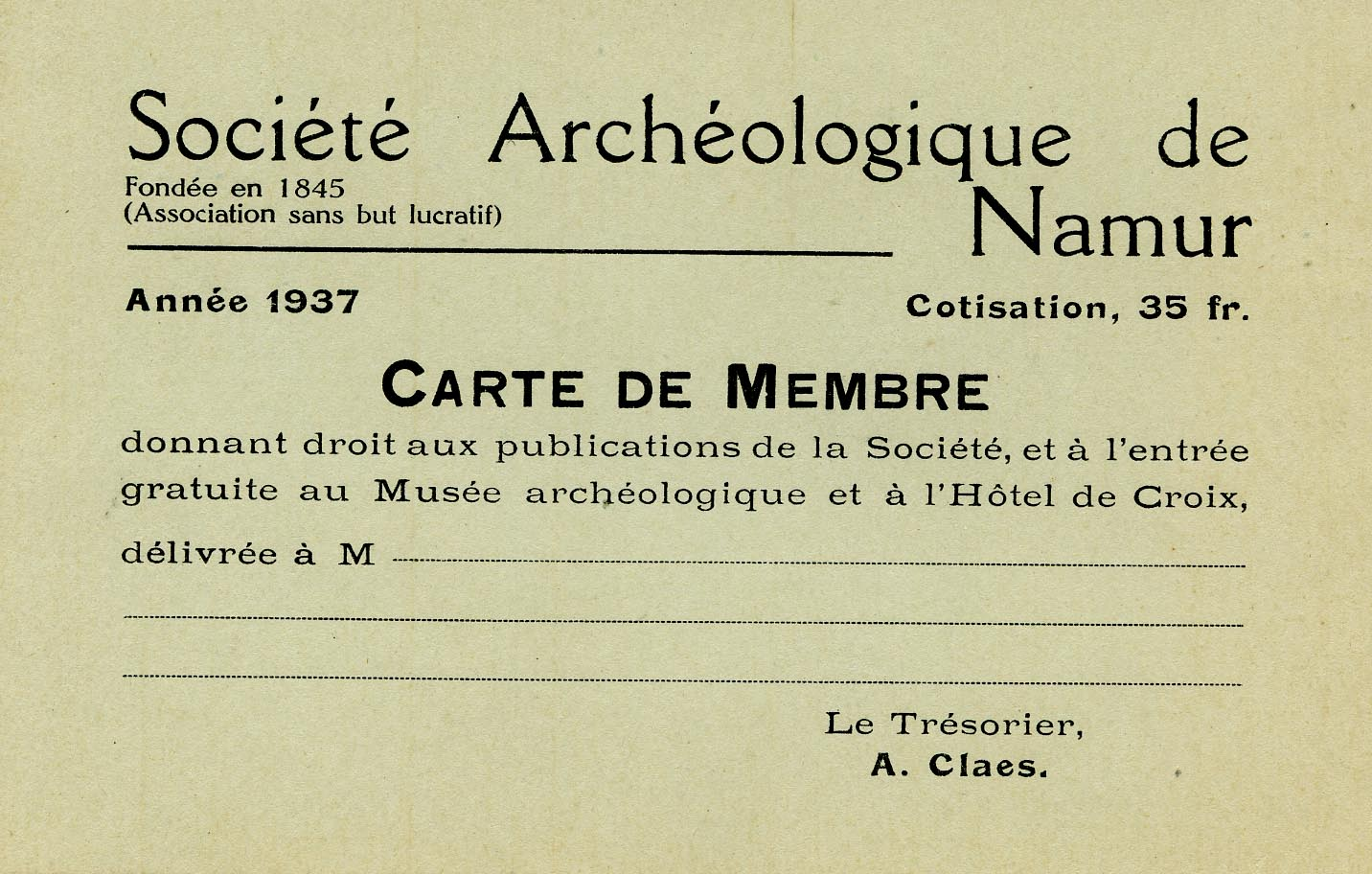
Pour son fonctionnement, la Société archéologique de Namur compte sur un grand nombre de membres adhérents cotisant. Ceux-ci recevaient une Carte de membre qui leur donnait droit à l'entrée gratuite au musée et aux Annales de la SAN.

Si la recherche était déjà au cœur des préoccupations de la jeune Société archéologique, il faut attendre la révision de ses statuts en 1928, au moment de sa constitution en asbl, pour la voir prendre une place fondamentale. C'est au sein de ses membres que la SAN trouvera ses premiers auteurs. Ils publieront régulièrement dans les Annales de la Société archéologique de Namur des articles de fond, des notices, des documents inédits et des bulletins bibliographiques en lien avec l'histoire, l'art et l'archéologie de Namur et de sa région. 

## Publications[19]
La Société archéologique de Namur publie régulièrement des documents inédits et des travaux scientifiques relatifs au passé de la ville et de la province de Namur. En 1846, les statuts mentionnent la vocation de la SAN de « publier des documents inédits concernant l'histoire de la province », mais aussi « si l'état des fonds le permettait, de publier des mémoires historiques ainsi que des notices sur des monuments et objets d'art ». 
La première publication de la SAN sort de presse en 1846 sous le titre de Protocole des délibérations de la municipalité de Namur du 26 janvier au 25 mars 1793. Cette parution précède de 3 ans la sortie de presse les deux premières livraisons de ses Annales. Ce périodique rassemble des articles scientifiques traitant du patrimoine namurois. Il constitue une source documentaire pour l'histoire, l'art et le folklore de Namur et de sa région. Les Annales sont diffusées dans le cadre d'échanges avec d'autres sociétés savantes.
Dès 1924 et jusqu'à sa mort en 1970, Ferdinand Courtoy initie une chronique trimestrielle baptisée Namurcum. Elle se penche sur l'actualité et la vie de la société et des musées et s'intéresse aux monuments anciens de Namur menacés de destruction.
La Société archéologique de Namur a ainsi créé plusieurs séries d’ouvrages qui constituent des volumes de références pour les chercheurs. En 2013 et 2017, la SAN lance deux nouvelles collections Namur. Histoire et Patrimoine et Namur. Archéologie. Celles-ci visent un plus large public que les Annales tout en conservant une volonté d'échange et de collaboration avec différents spécialistes. Elles proposent des études sur des thèmes liés à l’histoire, l’art et l’archéologie de la province de Namur.